# Veerdienst Doornenburg-Pannerden

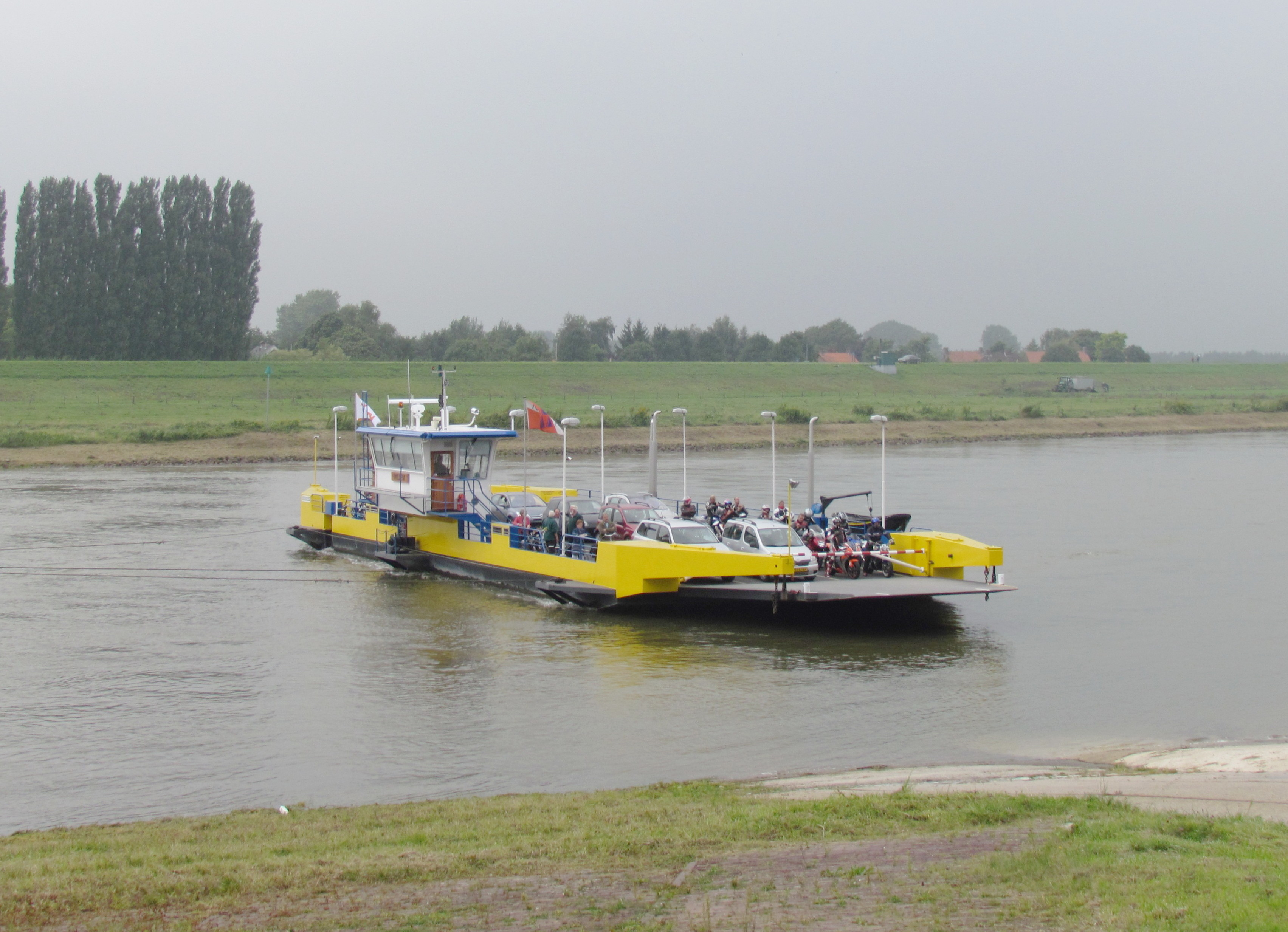
Veerpont Willem (2013)

De veerdienst Doornenburg - Pannerden is een veerdienst over het Pannerdensch Kanaal tussen Doornenburg en Pannerden. Het veer ligt net ten zuiden van de inlaat van de Linge. De verbinding is inmiddels eeuwen oud en wordt ook nu nog onderhouden met een gierpont. 
Vanaf 1923 werd de veerdienst geëxploiteerd door Willem Cornelissen, met de pont WILLEM. Dit was een gemotoriseerde gierpont, die tot in 1957 heeft gevaren. In 1957 werd de veerdienst voortgezet met de tweede WILLEM, een degelijk schip van slechts vijftien jaar oud. Dit schip heeft 53 jaar als veerpont dienst gedaan. Volgens het Certificaat van onderzoek had ze zelfs nog langer mogen doorvaren. 
De derde WILLEM is sinds eind 2010 in de vaart. Deze is gebouwd bij Scheepswerf en Machinefabriek Vahali uit Hulhuizen (Lingewaard). Het schip werd ontworpen door Harrie Brekelmans uit Beusichem, die als voormalig binnenschipper nog diverse andere veerponten op zijn naam heeft staan. Ook dit schip is gemotoriseerd en vaart met twee Volvo Penta D5 motoren van elk 103 kW bij 1800 rpm, met Veth Propulsion Z-Drives. 
De veerdienst vaart van 's morgens vroeg tot 's avonds laat, in principe niet 's nachts. 